# Dionysia balsamea
Dionysia balsamea är en viveväxtart som beskrevs av Per Erland Berg Wendelbo och Karl Heinz Rechinger. Dionysia balsamea ingår i släktet Dionysia och familjen viveväxter. Inga underarter finns listade i Catalogue of Life.

## Bilder

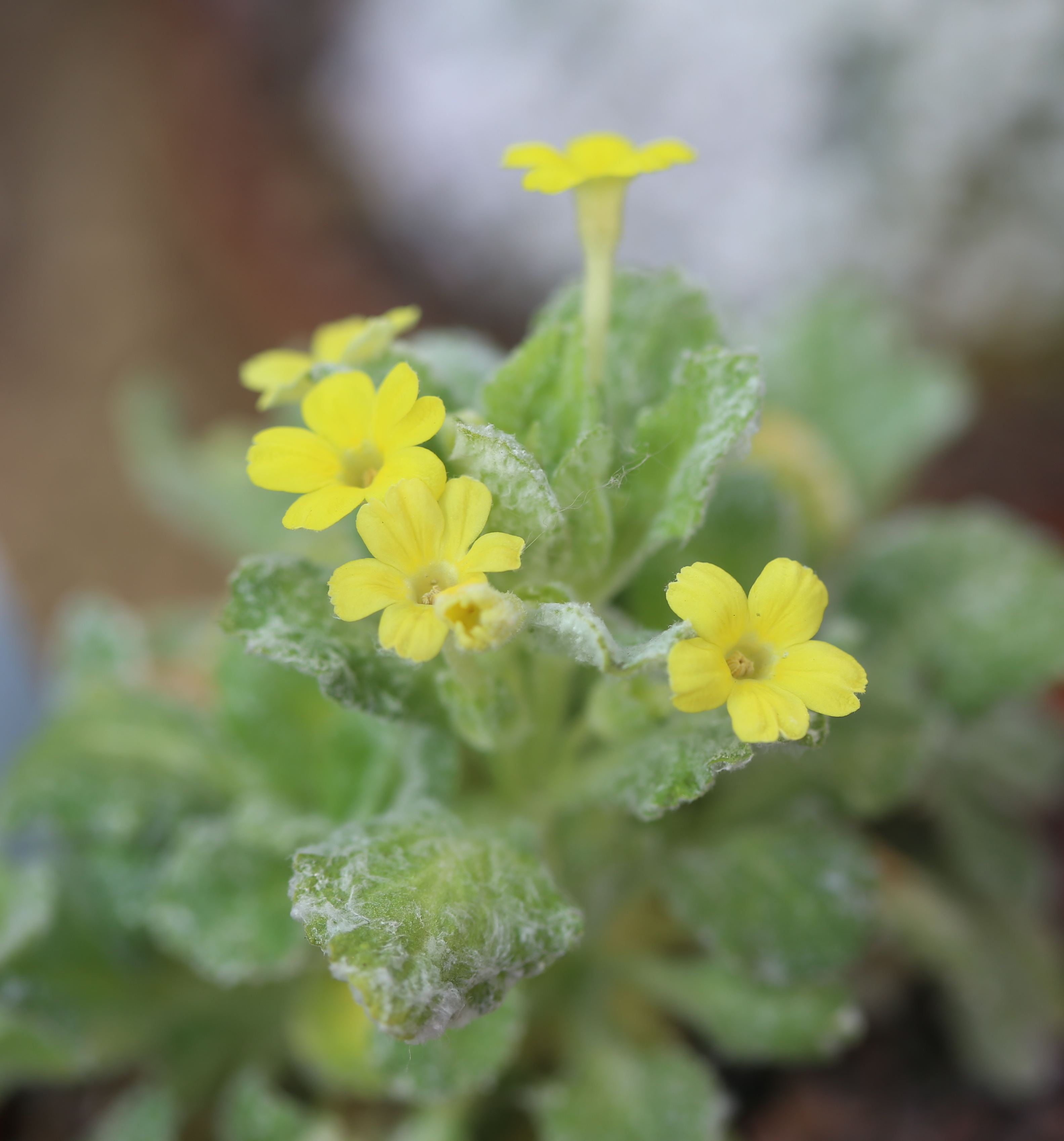